# Gonatocerus sulphuripes
Gonatocerus sulphuripes är en stekelart som först beskrevs av Förster 1847.  Gonatocerus sulphuripes ingår i släktet Gonatocerus, och familjen dvärgsteklar. Arten är reproducerande i Sverige.